# Rechnitz
Rechnitz (węg. Rohonc, burg.-chorw. Rohunac, rom. Rochonca) – gmina targowa w Austrii, w kraju związkowym Burgenland, w powiecie Oberwart. 1 stycznia 2014 liczyła 3180 mieszkańców.
W 1945 w Rechnitz odbyło się masowe  rozstrzeliwanie węgierskich Żydów, potem zabici zostali robotnicy  przymusowi, którzy zakopywali ich zwłoki (masakra w Rechnitz). Przez lata mieszkańcy milczeli, kryli sprawców i nie chcieli wyjawić miejsca pochowania pomordowanych. Dzięki zaangażowaniu ich dzieci i ludzi spoza miejscowości, udało się odnaleźć część szczątków, a w miejscu masakry jest dziś muzeum i miejsce pamięci. W 2008 Elfriede Jelinek napisała o tych wydarzeniach sztukę Rechnitz (Anioł Zagłady).
Od nazwy miejscowości pochodzi nazwa nieodczytanego kodeksu z Rohońca.

## Współpraca
Miejscowości partnerskie:
- Alzey, Niemcy
- Lábatlan, Węgry